# 红庆河镇
红庆河镇，是中华人民共和国内蒙古自治区鄂尔多斯市伊金霍洛旗下辖的一个乡镇级行政单位。2005年撤乡并镇将纳林希里镇、红庆河镇合并为红庆河镇。 
红庆河系蒙古语呼尼高勒的失音，多译为牧羊者之河。

## 行政区划
红庆河镇下辖以下地区：
红庆河村、布连图村、通格朗村、额日克柴达木村、白格针村、哈希拉嘎村、冯家渠村、其劳图村、呼家壕村、阿日勒图村、林家圪堵村、兰家圪卜村、宝林村、台格希里村、纳林希里村、乌兰淖尔村、其和淖尔村、哈达图淖尔村、木呼敖包村、乌兰敖包村、昌车渠村、特宾苏莫村、珠兰敖包村、独贵梁村、其根沟村、巴本岱村、阿道亥村和巴音布拉格村。